# Гуртовой, Григорий Аркадьевич
Григо́рий Арка́дьевич Гуртово́й (укр. Григорій Аркадійович Гуртовий, род. 6 июня 1963 года, Одесса) — российско-украинский предприниматель, банкир, миллионер. Кандидат экономических наук.
В 2012 году занял 170 место в рейтинге журнала «Фокус» — «200 самых богатых людей Украины 2012» с капиталом $42,4 млн.

## Биография
Объясняя связь своей жизни с авиацией, Г. А. Гуртовой упоминал о своём отце Аркадии Иосифовиче Гуртовом, который «всю жизнь проработал в авиации в конструкторском бюро имени Яковлева в Москве», где «занимался созданием самолетов». Известно, что его отец работал заместителем директора ОКБ Яковлева. В 2017 году Аркадий Гуртовой занимал должность заместителя руководителя службы по маркетингу и внешним связям корпорации «Иркут»
Григорий окончил Московский автомобильно-дорожный институт (1985) по специальности «Гидропневмоавтоматика и гидропривод», инженер-механик. Также прошел обучение в Центре подготовки менеджеров Московского института народного хозяйства им. Плеханова (1989) по курсу «Управление предприятием в условиях полного хозрасчета».
Трудовую деятельность начал на московском машиностроительном заводе «Искра» Минавиапрома инженером-механиком, затем начальник бюро, заместитель начальника производства (по испытательным работам).
Был членом ВЛКСМ, секретарем комсомольской организации, но в КПСС не состоял.
В период 1989—1991 годов работал в Фонде авиационной безопасности СССР в должностях коммерческого директора и вице-президента.
В 1991—1997 годах работал в авиакомпании «Трансаэро» (Москва, Россия): финансовый и коммерческий директор, первый вице-президент, исполнительный директор, заместитель председателя совета директоров.
В 1995 году окончил курс повышения квалификации Санкт-Петербургской академии гражданской авиации (1995) по специальности «Управление предприятием».
В 1993 году Гуртовой, как один из создателей Трансаэро, был признан лауреатом в номинации «коммерческая авиация» ежегодного конкурса, который проводится одним из наиболее популярных международных журналов в области авиации и космонавтики Aviation Week & Space Technology. В 1997 году он был внесен в списки Зала славы коммерческой авиации Смитсоновского Национального музея авиации и космонавтики (Вашингтон, США).
В 1997—1998 гг. председатель совета директоров представительства британской компании «Atlas Project Management» в России.
С декабря 1998 г. по ноябрь 2004 г. генеральный директор, председатель исполнительного комитета, а с декабря 2004 г. по 2012 гг. — сопредседатель наблюдательного совета авиакомпании «АэроСвит» (Украина).
С 1999 года постоянно проживает на Украине.
Кандидат экономических наук, защитил диссертацию «Организация процессов управления собственностью авиакомпании» в Киевском Национальном авиационном университете 8 июля 2004 года.
С 11 июля 2005 года до 2010 года — управляющий партнер, главный исполнительный директор, председатель консультационного совета, председатель совета директоров инвесткомпании «Ренессанс Капитал Украина».
В 2007—2012 гг. — член Биржевого совета ЧАО «Украинская межбанковская валютная биржа».
С апреля 2009-го до 2013 года входил в состав Наблюдательного совета ПАО «Финбанк» независимым директором.
С 2013 года управляющий директор фонда EIIC (Люксембург).
С сентября 2013 года управляющий партнёр GHP Group (ранее Fleming Family & Partners), возглавляющий её подразделение на Украине.
20 ноября 2013 года назначен председателем наблюдательного совета Platinum Bank
В настоящее время, по собственному заявлению (2015), полностью покинул транспортную отрасль, сосредоточившись в инвестиционно-банковской сфере.
17 февраля 2016 года был задержан в Израиле властями, затем его отпустили под залог, запретив покидать территорию страны в течение ближайших 6 месяцев.
Его подозревают в получении прибыли незаконным путём с отягчающими обстоятельствами, внесении ложной информации в корпоративные документы и отмывании незаконного капитала.
Имеет российский паспорт, выданный Представительством РФ на Украине 17 августа 2011 года. С 1996 года также гражданин Израиля.
Женат, имеет четверых детей.

## Награды
- Орден «За заслуги» II степени (20 августа 2008 года, Украина) — за весомый личный вклад в укрепление авторитета Украины в мире, популяризацию её исторических и современных достижений и по случаю 17-й годовщины независимости Украины[18]
- Орден «За заслуги» III степени (7 октября 2004 года, Украина) — за весомый личный вклад в развитие гражданской авиации, повышение эффективности использования авиационного транспорта, высокий профессионализм и 10-летие со дня основания акционерного общества «Авиакомпания "АэроСвит»[19]
- Заслуженный работник транспорта Украины (29 августа 2003 года) — за значительный личный вклад в развитие авиационного транспорта, высокий профессионализм и по случаю Дня авиации[20].

## Активы
Владеет 50 % голландской финансово-промышленной группы Gilward Investments B.V. (Strawinskylaan 411 Toren A 4e, 1077 Xx, Amsterdam).
Григорию Гуртовому принадлежит 100 % в британской компании Eton Alliance Group Ltd (Palladium House, 1-4 Argyll Street, London, W1F 7LD) с уставным фондом 450 тысяч фунтов.